# Iván Córdoba
Iván Ramiro Cordoba Sepúlveda (n. 11 august 1976, Rionegro, Departamentul Antioquia) este un fost fotbalist columbian, care în prezent îndeplinește funcția de team-manager pentru formația italiană din Serie A, F.C. Internazionale Milano și pentru echipa națională de fotbal a Columbiei. A fost cumpărat în luna ianuarie a anului 2000 de către Internazionale Milano de la San Lorenzo cu 16 milioane de euro.

## Titluri

### Club
Internazionale Milano
- Serie A: 2005–06, 2006–07, 2007–08, 2008–09
- Cupa Italiei: 2004–05, 2005–06
- Supercupa Italiei: 2005, 2006, 2008

### Internaționalale
Columbia
- Copa America: 2001